# Natsume Sōseki
Natsume Sōseki (夏目 漱石?), pseudonimo di Natsume Kinnosuke (夏目 金之助?; Edo, 9 febbraio 1867 – Tokyo, 9 dicembre 1916), è stato uno scrittore giapponese attivo nel periodo Meiji.

## Biografia
Natsume Sōseki nasce nella città di Babashita, nella regione di Ushigome (attuale Kikui, Shinjuku) il 9 febbraio 1867, in un momento di cambiamenti rivoluzionari per il Giappone, collocabili all'interno del processo noto come Restaurazione Meiji. Ultimo di otto figli di un samurai di basso rango, è inizialmente affidato ad una nutrice e in seguito adottato da una famiglia, quella di Shiobara Masanosuke e sua moglie. All'età di nove anni, quando la coppia divorzia, Sōseki ritorna a quella d'origine. Le basi della sua complessa e irrequieta personalità sono ricondotte da molti critici a questa infanzia infelice. Le sue scelte negli studi sono osteggiate dalla famiglia, ma non gli impediscono di conseguire la laurea all'Università imperiale di Tokyo nel 1893. Sōseki è considerato da molti il più grande scrittore del Giappone moderno e uno dei primi studiosi giapponesi di letteratura inglese moderna.

### Gli studi
Negli anni in cui Sōseki studia alla First Tokyo Middle School (attualmente Hibiya High School) emerge il suo interesse per la letteratura cinese classica, poi coltivato grazie all'amicizia con il poeta Masaoka Shiki (正岡子規?), che lo sostiene nel sogno di diventare scrittore e con cui compone diversi haiku. Quando inizia i suoi studi all'Università imperiale di Tokyo nel settembre del 1884, all'interesse per la letteratura cinese classica, scelta ritenuta utile per la propria carriera futura, accompagna quello per la lingua inglese. Per diversi anni dopo la laurea, Sōseki insegna inglese a Tokyo e nella scuole di provincia, come la Matsuyama Middle School nello Shikoku, che diventerà il luogo d'ambientazione della sua opera Bocchan (坊っちゃん? , Il signorino), e la Fifth High School a Kumamoto, nel Kyūshū, fino ad una decisiva svolta: il Ministero dell'Istruzione lo riconosce tra i migliori candidati per svolgere ricerche e studi in Inghilterra, dal 1900 al 1902. Prima della partenza, nel 1896, lo studioso sposa Nakane Kyōko.

### L'esperienza in Inghilterra e il ritorno in Giappone

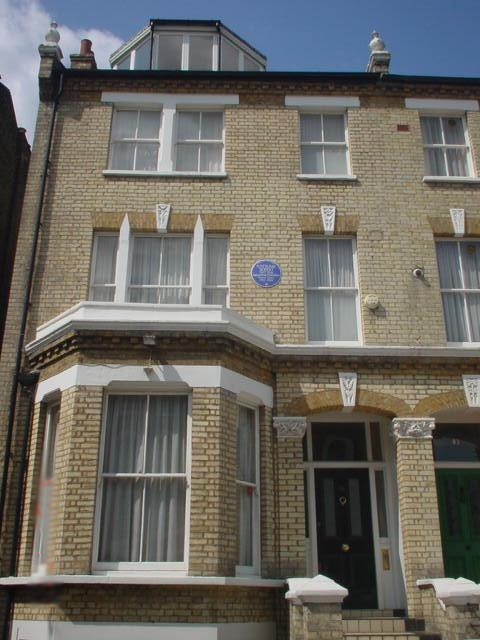
Alloggio di Natsume Sōseki a Clapham, Sud di Londra.

Il governo invia Sōseki a Londra come "Japan's first Japanese English literary scholar"; lo studioso visita Cambridge e vi trascorre una notte, ma rinuncia all'idea di studiare all'università per limiti economici legati alla borsa di studio ricevuta. Studia invece allo University College London. (UCL). L'esperienza a Londra, che gli permette di avvicinarsi a concetti propri della cultura occidentale e a comprendere diversi aspetti di quella inglese, coincide con uno dei periodi più difficili della sua vita: a causa della solitudine, soffrirà di esaurimento nervoso e problemi psicofisici, come confesserà anni dopo. A Londra vive in quattro diversi alloggi; solo l'ultimo di questi, nel distretto di Clapham, condiviso con Priscilla Leale e la sorella Elizabeth, gli procura vera soddisfazione. Con Priscilla condivide l'amore per la letteratura, per Shakespeare e Milton. Cinque anni dopo Natsume scrive nell'introduzione al suo saggio critico Bungakuron (文学論? , Teoria della letteratura):
Nell'aprile del 1903 torna in Giappone e ottiene il prestigioso incarico di insegnante di inglese all'Università Imperiale di Tokyo, prima tenuto da Koizumi Yakumo (Lafcadio Hearn). Nel 1905 Sōseki scrive la sua prima opera di narrativa, Io sono un gatto (Wagahai wa neko de aru, 吾輩は猫である), che viene serializzata in una rivista haiku.

### Carriera letteraria
La carriera di Sōseki inizia già nel 1903, con la scrittura di haiku umoristici (brevi poesie di diciassette sillabe spesso contenenti allusioni alla stagioni), renku, kaishi (poesie scritte in cinese classico) e bozze letterarie, in riviste come Hototogisu (Il cuculo), diretta dal suo mentore Masaoka Shiki e più tardi da Takahama Kyoshi; il gruppo sviluppa il concetto di prosa "shasei", una prosa realistica basata non sul naturalismo europeo, ma sulle tradizioni haikai del Giappone. "Shaseibun" sono i racconti scritti secondo questo principio, perlopiù brevi, con trama semplice o descrizione dettagliata di cose osservate. Sōseki concepisce in questo spirito il primo capitolo del suo famoso romanzo Io sono un gatto, e visto l'apprezzamento dell'episodio, procede con il lavoro.
Wagahai wa neko de aru (吾輩は猫である? , Io sono un gatto, 1905), seguito da Bocchan (坊っちゃん? , Il signorino, 1906), ispirato al periodo di Matsuyama, consolidano la fama dello scrittore.
Nel 1907 Sōseki decide di ritirarsi dalla sua posizione di docente universitario e di lavorare presso il quotidiano nazionale Asahi Shinbun (朝日新聞? , Giornale del sole del mattino) come scrittore a contratto esclusivo. Dopo la pubblicazione del poema in prosa Kusamakura (草枕? , Guanciale d'erba), una riflessione sull'arte e sulla vita, in cui Sōseki esprime il suo ideale di artista, lo scrittore contribuisce alla teoria della letteratura con i saggi critici Bungakuron (文学論? , Teoria della letteratura, 1907) e Bungaku hyōron (文学評論? , Critica letteraria, 1908).
Tra il 1908 e il 1910 pubblica la trilogia Sanshirō (三四郎?), Sore kara (それから?), Mon (門?). Nel 1911 ai problemi di salute si unisce la morte della figlia minore, nata dal matrimonio con Nakane Kyōko, sposata negli anni di insegnamento in provincia. Tra il 1912 e il 1914 pubblica la trilogia formata da Higan sugi made (彼岸過迄? , Dopo l'equinozio), Kojin (行人? , Viandanti) e Kokoro (こころ? , Il cuore delle cose). Dopo aver completato quest'opera Sōseki propone la sua riflessione sull'individualismo in Watakushi no kōjinshugi (私の個人主義? , Il mio individualismo), influente saggio sulla valenza psicologica e sociale dell'autonomia intellettuale.
La creazione successiva, nel 1915, è Michikusa (道草? , Erba lungo la via), il solo testo dichiaratamente autobiografico della sua carriera, che copre il periodo dal 1903, anno di ritorno dall'Inghilterra, al 1905, anno di inizio della scrittura del suo primo romanzo. Garasuto no uchi (硝子戸の中? , Dietro la porta a vetri), dello stesso anno, è una raccolta di ricordi personali sugli ultimi anni di vita, segnati da continue crisi fisiche e psicologiche.

L'ultima opera è Meian (明暗? , Luce e ombra) del 1916, la più lunga ed elaborata, la cui trama però si interrompe per la morte di Natsume.

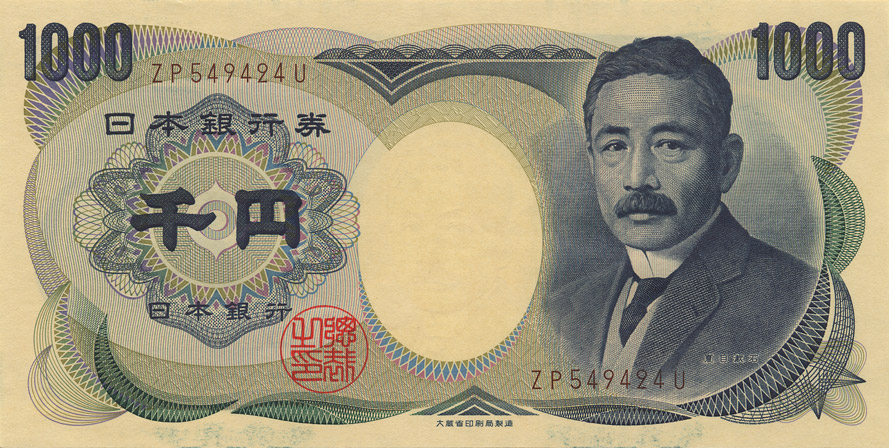
Banconota da 1000 yen con il ritratto di Natsume Sōseki emessa dal 1984 al 2004

### La malattia e la morte
Sōseki soggiorna alla locanda Kikuya di Shuzenji dal 6 agosto all'11 ottobre dell'anno 1910, un periodo di convalescenza consigliato dai medici dopo il ricovero in ospedale per un'ulcera, derivatagli da una malattia nervosa manifestatasi fin dalla giovinezza e ora estesa fino allo stomaco. Le sue condizioni si aggravano improvvisamente il 24 agosto: una grave emorragia pone la sua vita a repentaglio, e gli impedisce di tornare a Tokyo. L'esperienza di quel 24 agosto, in cui per circa trenta minuti Sōseki effettivamente muore, lo lascia profondamente scosso.
(Natsume Sōseki, Le cose che ricordo)
Dopo questo estremo episodio, la prematura morte avviene il 9 dicembre del 1916, a 49 anni, a causa di un'ulcera duodenale.

## Stile
Natsume Sōseki è ritenuto da molti lo scrittore che meglio ha rappresentato la crisi dell'uomo moderno. Un carattere distintivo della sua produzione letteraria è la posizione intermedia tra letteratura pura e letteratura popolare: in questo senso non appartiene al bundan e non rispetta esattamente i canoni dei romanzi storici popolari della sua epoca. Sōseki, in quanto scrittore, percepisce il suo lavoro in funzione sociale e pone enfasi su un tipo di letteratura accessibile a chiunque. Inizialmente le sue storie sono piene di umorismo, ma successivamente esplorano la profonda psicologia umana, l'isolamento e l'egoismo, le contraddizioni interne alla società giapponese. Ne è un esempio Io sono un gatto, in cui la narrazione è affidata a un gatto senza nome, il cui punto di vista produce effetti di straniamento. In Kōfu  (坑夫?, , Il minatore) Sōseki utilizza la tecnica del flusso di coscienza consistente nella libera rappresentazione dei pensieri così come compaiono nella mente, prima di essere riorganizzati logicamente in frasi. Molti studiosi hanno sottolineato come la sua conoscenza della letteratura inglese abbia contribuito alla ricchezza e alla diversificazione del suo stile. Alcuni hanno ritrovato in Io sono un gatto l'influenza di Jonathan Swift, autore de I viaggi di Gulliver, per la satira pungente contro la società umana, altri quella di Laurence Sterne. Sōseki scrive anche storie romantiche, come la leggenda arturiana Kairo-kō.
Egli sostiene l'idea che né un pittore né un poeta possano raffigurare la realtà che li circonda, e che l’artista abbia esclusivamente la possibilità di fornire un’immagine di riflesso del mondo, dallo specchio della propria coscienza, mutevole e incostante. Nelle sue opere, non a caso, compaiono sovente i sakura, simbolo dell'impermanenza della bellezza e della malinconia legata al cambiamento, concetto estetico del mono no aware.
Murakami Haruki, nel suo Il mestiere dello scrittore definisce i personaggi di Soseki "policromi e affascinanti. Anche in quelli che si intravedono appena c'è un senso di vitalità, e c'è originalità."

## Temi
Durante la sua carriera artistica Sōseki ha condotto una ricerca intensa e articolata, assumendo spesso una posizione critica e anticonformista e riuscendo a cogliere l'ambiguità di ciò che veniva definito "moderno". Tema principale nelle sue opere è l'individualismo, la tensione fra bisogni individuali e ricerca di appartenenza ad un gruppo. Anticipato in Io sono un gatto, ma sviluppato soprattutto in Kokoro, l'individualismo è inteso come rifiuto dell'omologazione, libertà di vivere dando priorità alle opinioni e alle scelte personali, anche se - come risulta evidente in Kokoro e Sanshirō, Sōseki dimostra come il prezzo da pagare per la realizzazione di sé stessi sia la solitudine, una costante dell'uomo moderno e tematica fondamentale della sua opera.
Se nella prima conversazione di Sōseki al Gakushūin lo scrittore si difende dall'accusa di chi ritiene che la sua idea di individualismo sia nemica del nazionalismo nipponico e quindi ostacolo alla sopravvivenza del Giappone, in un saggio del 1911, Gendai Nihon no kaika (La civilizzazione del Giappone moderno) non risparmia però le sue critiche alle modalità con cui è avvenuto il processo di modernizzazione del paese, altro tema presente nelle sue opere. La sua critica si basa sul concetto di jiko hon'i, "mettere se stesso sul luogo principale", che caratterizza l'atteggiamento di agire secondo valori propri, stabiliti come giusti, e non secondo valori altrui. Secondo lo scrittore, la modernizzazione in Giappone si sarebbe realizzata solo a livello superficiale, esteriore, e sarebbe stata generata da spinte esterne, straniere, slegata quindi da un percorso naturale interno. Ne sarebbe una riprova la velocità con cui il suo paese in pochi decenni avrebbe realizzato il cambiamento, avvenuto in Occidente nel corso di un secolo. La mancata consapevolezza da parte del popolo giapponese delle modalità con cui si è compiuto questo processo, sarebbe causa - a suo parere - dell'inevitabile senso di insicurezza e di vuoto (kūukyo no kan) che caratterizza la società nipponica, e sarebbe questo il motivo che gli fa ritenere vicino il tramonto della nazione.
Alcune considerazioni sul nazionalismo presenti nel saggio si ritrovano anche nel romanzo Sanshirō del 1908. Il protagonista, un giovane ragazzo che lascia la provincia di Kumamoto per studiare a Tokyo, durante una discussione con il Professor Hirota, incontrato sul treno diretto alla capitale, sbalordito dalle considerazioni di questi nei confronti del suo paese, ne tenta le difese. Hirota, consigliando al ragazzo di non sacrificare mai la sua individualità, gli dirà: "Quello che abbiamo in testa è più grande del Giappone. Non dobbiamo lasciare imprigionare il nostro pensiero. Per quanto si possa pensare al bene del nostro paese, si rischia solo di restarne vittime."
Natsume Sōseki si presenta al lettore come una figura di riferimento in un clima di forti cambiamenti politici, storici e culturali che investono il paese, raccontando l’incertezza, la curiosità, la difficoltà del pensare liberamente e della narrazione stessa, rivendicando sempre e comunque la propria libertà di intellettuale:
(Natsume Sōseki, Guanciale d'erba)

## Opere
- 1905, Wagahai wa neko de aru (吾輩は猫である, Io sono un gatto)
Io sono un gatto, Vicenza, Neri Pozza, 2006, ISBN 9788873059271
- 1905, Kairo-kō (薤露行)
- 1906, Bocchan (坊っちゃん, Il signorino)
Il signorino, Vicenza, Neri Pozza, 2007, ISBN 9788854502352
- 1906, Shumi no Iden (趣味の遺伝, L'eredità del gusto)
- 1906, Kusamakura (草枕, Guanciale d'erba)
Guanciale d'erba, Vicenza, Neri Pozza, 2001, ISBN 9788854500457
- 1907, Gubijinsō (虞美人草, Il papavero selvatico)
- 1907, Nowaki (野分, Raffiche d'autunno)
Raffiche d'autunno, Torino, Lindau, 2017, ISBN 9788867088041
- 1907, Bungakuron (文学論, Teoria della letteratura)
- 1908, Bungaku hyōron (文学評論, Critica letteraria)
- 1908, Kōfu (坑夫, Il minatore)
Il minatore, Youcanprint, 2015, ISBN 9788867510962
- 1908, Yumejūya (夢十夜, Dieci notti di sogni)
Dieci notti di sogni, Milano, Editoriale Jouvence, 2016, ISBN 9788878015296
- 1908, Sanshirō (三四郎)
Sanshirō, Venezia, Marsilio, 1990, ISBN 9788831752985
- 1909-1910 Eijitsu Shōhin (永日商品, Piccoli racconti di un'infinita giornata di primavera)
Piccoli racconti di un'infinita giornata di primavera, Torino, Lindau, 2017, ISBN 9788867086672
- 1910, Sorekara (それから, E poi)
E poi, Vicenza, Neri Pozza, 2012, ISBN 9788854505810
- 1910, Mon (門, La porta)
La porta, Vicenza, Neri Pozza, 2013, ISBN 9788854507340
- 1911, Gendai Nihon no kaika (現代日本のかいか, La civilizzazione del Giappone moderno)
- 1912, Kōjin (行人, Il viandante)
- 1912, Higan sugi made (彼岸過迄, Fino a dopo l'equinozio)
Fino a dopo l'equinozio, Vicenza, Neri Pozza, 2017, ISBN 9788854516038
- 1914, Watakushi no kojinshugi (私の個人主義, Il mio individualismo)
Il mio individualismo, Palermo, :duepunti, 2010, ISBN 9788889987483
- 1914, Kokoro (こころ, Anima)
Il cuore delle cose, Milano, Neri Pozza, 2006, ISBN 9788854508965
- 1915, Michikusa (道草, Erba lungo la via)
Erba lungo la via, Youcanprint, 2014, ISBN 9788891129857
- 1915, Garasuto no naka (硝子戸の中, Dietro la porta a vetri)
Dietro la porta a vetri, Lecce, Pensa Multimedia, 2011, ISBN 9788882328610
- 1916, Meian (明暗, Luce e oscurità)